# Renault Symbioz
De Renault Symbioz is een compacte cross-over sports utility vehicle (SUV) van de Franse fabrikant Renault. Het is een verlengde versie van de Renault Captur, gebouwd op het CMF-B HS-platform, waarop ook  de Renault Clio en Nissan Juke zijn gebaseerd.
De Renault Symbioz werd aangekondigd op 8 februari 2024 en later onthuld op 2 mei.
 De naam is afgeleid van het Griekse woord "symbiose", wat "samenleven" betekent.

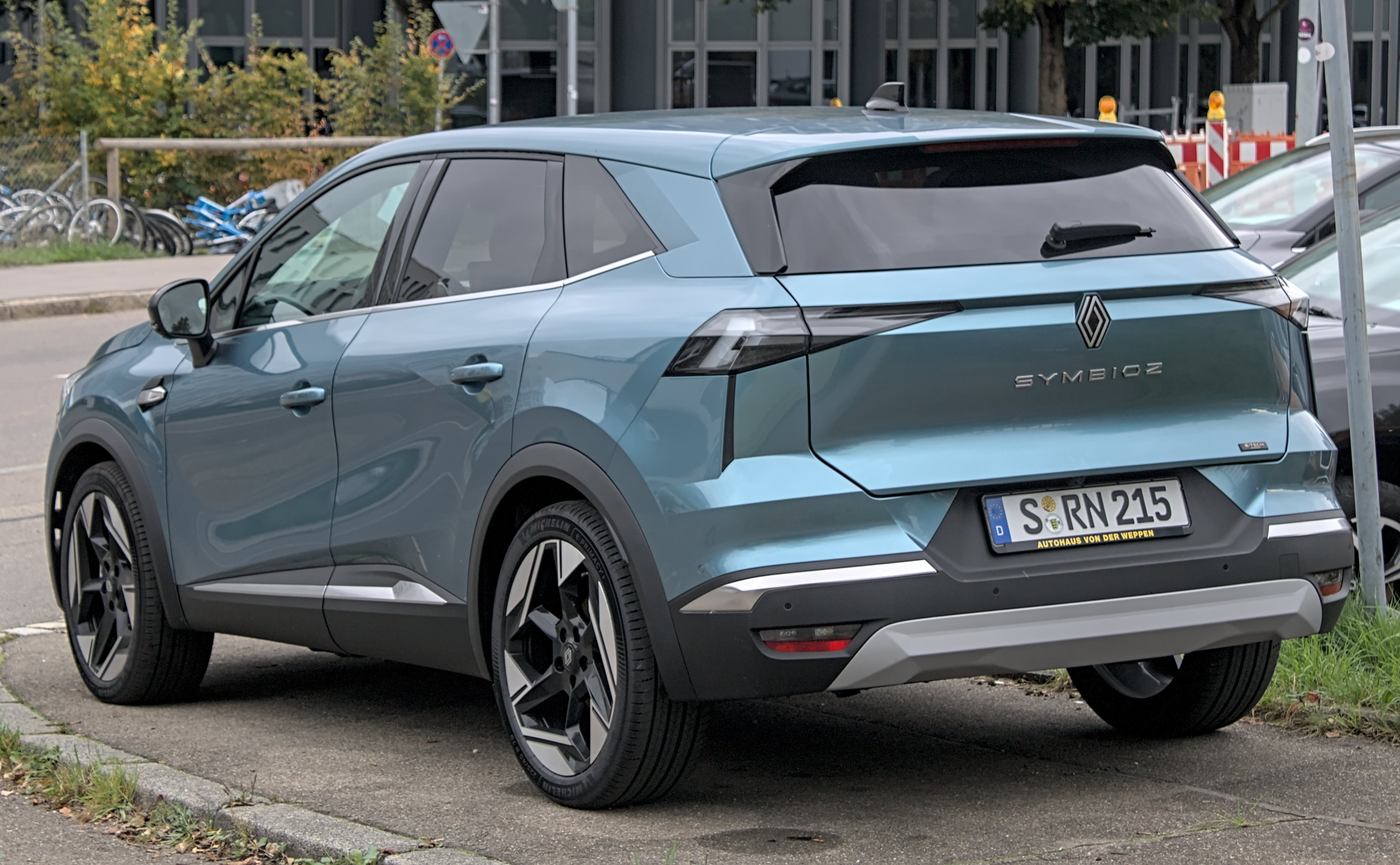
Achteraanzicht
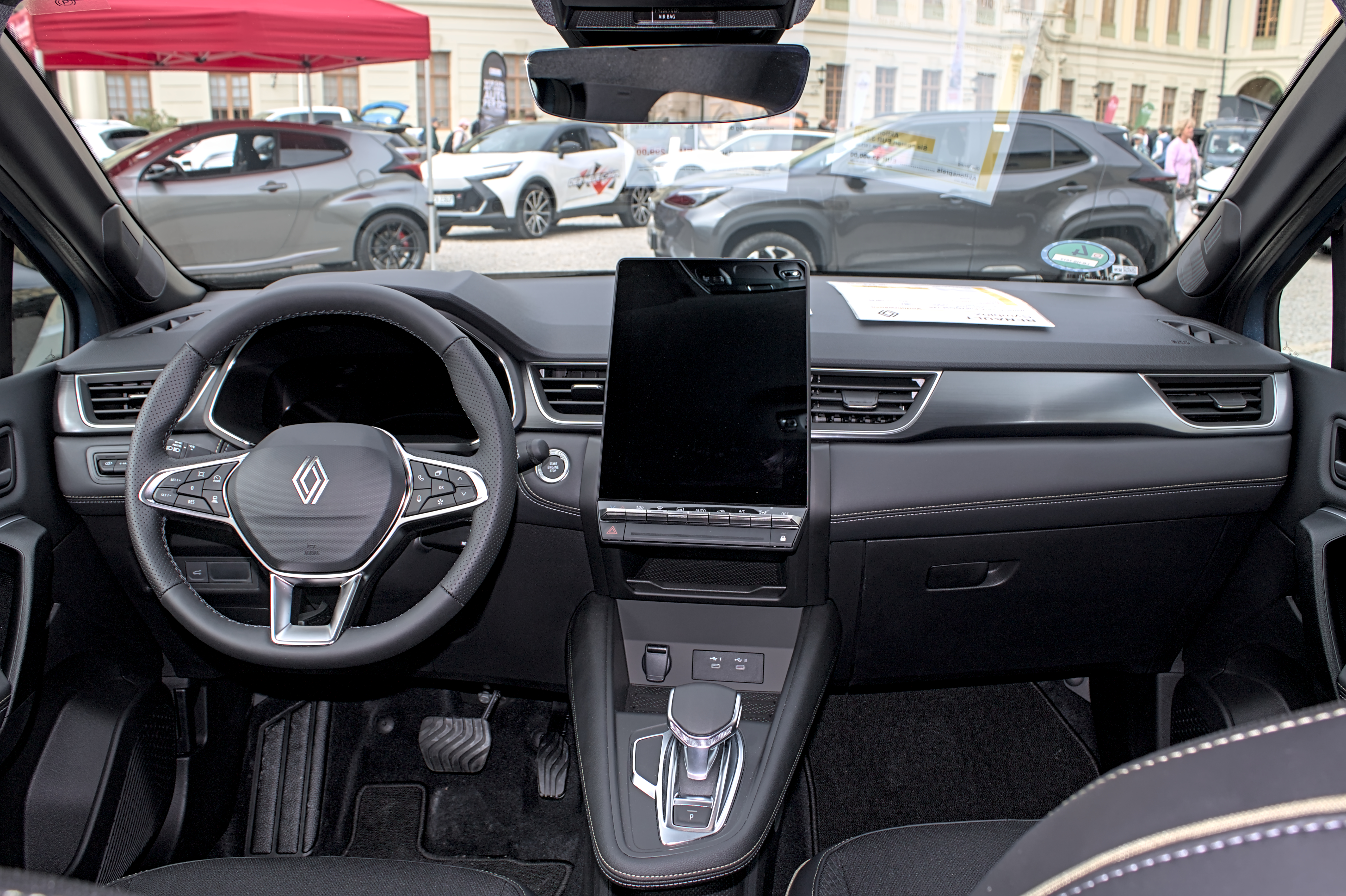
Interieur

## Mitsubishi Grandis
Op 18 februari 2025 werden teasers van de nieuwe Mitsubishi Grandis getoond. Dit model is gebaseerd op de Symbioz. De verwachting is dat dit voertuig in juli 2025  zal worden onthuld.
In productie:
5 E-Tech · 
Arkana · 
Austral · 
Captur · 
Clio · 
Espace · 
Kadjar · 
Kangoo · 
Koleos · 
Master · 
Mégane · 
Mégane E-Tech · 
Rafale · 
Scenic E-Tech · 
Symbioz · 
Symbol · 
Trafic · 
Twingo · 
Twingo Electric · 
Zoe

Uit productie:
3 · 
4 · 
5 · 
6 · 
7 · 
8 · 
9 · 
10 · 
11 · 
12 · 
14 · 
15 · 
16 · 
17 · 
18 · 
19 · 
20 · 
21 · 
25 · 
30 · 
2CV · 
4CV · 
Avantime · 
Caravelle · 
Dauphine · 
Domaine · 
Estafette ·
Express · 
Floride · 
Fluence ·
Frégate · 
Fuego · 
Juvaquatre ·
Laguna · 
Latitude · 
Modus · 
Nervastella · 
Novaquatre · 
Ondine · 
Prairie · 
Primaquatre · 
Rodeo · 
Safrane · 
Savanne · 
Scénic · 
Spider · 
Talisman · 
Thalia · 
Twizy · 
Vel Satis · 
Vivasport · 
Vivastella · 
Wind